# من عاشق دردسرم (فیلم ۱۹۹۴)
من عاشق دردسرم (به انگلیسی: I Love Trouble) فیلمی محصول سال ۱۹۹۴ و به کارگردانی چارلز شایر است. در این فیلم بازیگرانی همچون جولیا رابرتس، نیک نولتی، سال روبینک، رابرت لوجا، جیمز ربهورن، کلی رادرفورد، المپیا دوکاکیس، مارشا ماسون، یوجین لوی، چارلز مارتین اسمیت، دان باتلر، پال گلیسون، جین آدامز، آنا کاترین هالبروک و لیسا لو ایفای نقش کرده‌اند.